# مواد صلبة ذائبة
مجموع المواد الصلبة الذائبة (بالإنجليزية:"Total Soluble Solids "T.S.S) كل المواد الغذائية تتكون من محتوي مائي و مواد صلبة ، التي تنقسم إلى مواد صلبة ذائبة و مواد صلبة غير ذائبة .
جميع المواد الغذائية تحتوي على مواد صلبة ذائبة مثل السكر والأحماض العضوية والفيتامينات والأملاح، ومواد أخرى غير ذائبة مثل الألياف والسليلوز. ولتقدير هذه المواد أهمية قصوى في الصناعات الغذائية وبالذات صناعة العصائر و المشروبات ، وكذلك صناعة منتجات الطماطم مثل الصلصة وعجينة الطماطم.
ويتم تقدير هذه بعدة طرق منها قياس المواد الصلبة الذائبة (T.S.S) بواسطة جهاز الرفراكتوميتر ويمكن اعتبارها تجاوزاً على أنها تمثل نسبة السكر في المادة الغذائية.